# ワイリーカ (カリフォルニア州)
ワイリーカ（英: Yreka、[waɪˈriːkə] wye-REE-ka）は、アメリカ合衆国カリフォルニア州の都市。シスキュー郡の郡庁所在地である。人口は7,765人（2010年）。オレゴン州境に近い。

## 歴史
1851年3月、ロバの荷車隊御者だったエイブラハム・トンプソンがオレゴン州南部からシスキュー・トレイルを通って旅している時に、ロッキーガルチ近くで金を発見した。このことにより、北カリフォルニアのシエラネバダ山脈からカリフォルニア・ゴールドラッシュが始まった。1851年4月までに2,000人の鉱山師が「トンプソンの採掘場」に到着してその運を試し、同年6月にはテント、掘っ立て小屋および幾つか俄か作りの丸太小屋によるゴールドラッシュの「ブーム町」が出来上がった。この小さな都市がワイリーカと呼ばれるようになるまで何度か町の名前が変えられた。その名前は近くにあるシャスタ山を呼ぶ「北の山」あるいは「白い山」を意味するシャスタ族インディアンの言葉から採られた可能性がある。マーク・トウェインはその自叙伝の中でこの市名について次のような別の話を語っている。
著名な詩人ホアキン・ミラーは、1853年から1854年に掛けてのワイリーカを沸き立つ場所として、「人々の波があちこちの通りを行ったり来たりしており、町が東海岸の都市であるかのようだった」と記している。1857年4月21日に法人化の手続きが完了し、ワイリーカは都市になった。
1941年11月、ワイリーカ市はオレゴン州とカリフォルニア州の州境近くでの分離運動で提案されていたジェファーソン州の州都に指定された。この動きはその後の数十年間文化的な尾を引いてきた。

## 商業と観光
ワイリーカは北カリフォルニアのシャスタ・カスケード北端に位置しているので観光客が多い。市内のウェストマイナー通りに沿った歴史ある中心街の中核はアメリカ合衆国国家歴史登録財の歴史地区に登録されている。市内にはシスキュー郡博物館があり、また多くのゴールドラッシュ時代の記念物や公園もある。観光客は近くのクラマス川やサクラメント川、およびマクラウド川での釣りを楽しみ、シャスタ山、キャッスルクラグスあるいはトリニティアルプスに登りに来る。また近隣でアルペンスキーやクロスカントリースキーを行い、地域の滝、水流、湖にハイキングや自転車乗りを楽しんでいる。ワイリーカの近くにはマクラウド川の滝群、バーニー滝、モスブレー滝、シスキュー湖、キャッスル湖およびシャスタ湖などがある。さらにシスキュー郡の郡庁所在地なので、郡庁、郡記録所およびその他の郡関係機能に関わる事業も多くある。

## 地理
ワイリーカは北緯41度43分36秒 西経122度38分15秒 / 北緯41.72667度 西経122.63750度に位置する。アメリカ合衆国国勢調査局に拠れば、市域全面積は10.0平方マイル (26.0 km2)であり、このうち陸地は10.0平方マイル (25.8 km2)、水域は0.1平方マイル (0.2 km2)で水域率は0.70％である。
標高は約760メートルである。シスキュー山脈の南、シャスタ山の北にあるシャスタ・バレーに取り囲まれている。シャスタ山は海抜4,300メートルを超え、このバレーの上にそびえる休火山である。

## 気候
| ワイリーカの気候       | ワイリーカの気候 | ワイリーカの気候 | ワイリーカの気候 | ワイリーカの気候 | ワイリーカの気候 | ワイリーカの気候 | ワイリーカの気候 | ワイリーカの気候 | ワイリーカの気候 | ワイリーカの気候 | ワイリーカの気候 | ワイリーカの気候 | ワイリーカの気候 |
| 月                     | 1月              | 2月              | 3月              | 4月              | 5月              | 6月              | 7月              | 8月              | 9月              | 10月             | 11月             | 12月             | 年               |
| ---------------------- | ---------------- | ---------------- | ---------------- | ---------------- | ---------------- | ---------------- | ---------------- | ---------------- | ---------------- | ---------------- | ---------------- | ---------------- | ---------------- |
| 最高気温記録 °C （°F） | 22 (71)          | 22 (72)          | 26 (78)          | 32 (89)          | 38 (100)         | 46 (115)         | 45 (113)         | 46 (114)         | 43 (109)         | 34 (94)          | 28 (83)          | 23 (73)          | 46 (115)         |
| 平均最高気温 °C （°F） | 12 (54)          | 13 (56)          | 17 (62)          | 22 (72)          | 25 (77)          | 28 (82)          | 30 (86)          | 31 (87)          | 28 (83)          | 24 (76)          | 17 (63)          | 14 (58)          | 21.8 (71.3)      |
| 平均最低気温 °C （°F） | 0 (32)           | 2 (35)           | 5 (41)           | 7 (45)           | 11 (52)          | 13 (55)          | 16 (61)          | 17 (62)          | 13 (56)          | 9 (49)           | 7 (44)           | 3 (37)           | 8.6 (47.4)       |
| 最低気温記録 °C （°F） | −17 (2)          | −16 (4)          | −11 (13)         | −4 (24)          | −1 (31)          | 4 (39)           | 6 (42)           | 6 (43)           | 2 (36)           | 0 (32)           | −8 (18)          | −14 (7)          | −17 (2)          |
| 降水量 mm （inch）     | 106.7 (4.20)     | 72.4 (2.85)      | 50.5 (1.99)      | 44.7 (1.76)      | 45 (1.77)        | 21.3 (.84)       | 9.9 (.39)        | 9.4 (.37)        | 24.6 (.97)       | 57.4 (2.26)      | 106.4 (4.19)     | 101.1 (3.98)     | 649.5 (25.57)    |
| 出典：August 2010      |                  |                  |                  |                  |                  |                  |                  |                  |                  |                  |                  |                  |                  |

## 人口動態
以下は2000年の国勢調査による人口統計データである。
| 基礎データ - 人口: 7,290人 - 世帯数: 3,114世帯 - 家族数: 1,880家族 - 人口密度: 282.0人/km2（730.8人/mi2） - 住居数: 3,303軒 - 住居密度: 127.8軒/km2（331.1軒/mi2） 人種別人口構成 - 白人: 86.6% - アフリカン・アメリカン: 0.5% - ネイティブ・アメリカン: 6.0% - アジア人: 1.8% - 太平洋諸島系: 0.1% - その他の人種: 1.7% - 混血: 3.3% - ヒスパニック・ラテン系: 5.4% 年齢別人口構成 - 18歳未満: 25.5% - 18-24歳: 7.8% - 25-44歳: 23.5% - 45-64歳: 23.8% - 65歳以上: 19.4% - 年齢の中央値: 41歳 - 性比（女性100人あたり男性の人口） - 総人口: 88.3 - 18歳以上: 83.9 | 世帯と家族（対世帯数） - 18歳未満の子供がいる: 29.4% - 結婚・同居している夫婦: 43.8% - 未婚・離婚・死別女性が世帯主: 13.0% - 非家族世帯: 39.6% - 単身世帯: 34.8% - 65歳以上の老人1人暮らし: 17.2% - 平均構成人数 - 世帯: 2.27人 - 家族: 2.92人 収入と家計（2007年推計） - 収入の中央値 - 世帯: 27,398米ドル - 家族: 37,448米ドル - 性別 - 男性: 31,632米ドル - 女性: 23,986 米ドル - 人口1人あたり収入: 16,664米ドル - 貧困線以下 - 対人口: 21.2% - 対家族数: 17.5% - 18歳未満: 33.6% - 65歳以上: 8.8% |

## 政治
カリフォルニア州議会では、上院の第4および下院の第2選挙区に属している。連邦議会下院ではカリフォルニア州第2選挙区に属し、クック投票動向指数では共和党+13となっている。2010年時点ですべて共和党議員が務めている。
ワイリーカ市はシスキュー郡の郡庁所在地なので地域にある多くの地域社会を支援する多くのサービスも行っている。

## 文化
ワイリーカにはカレッジ・オブ・ザ・シスキューズの支部キャンパスがあり、田園部健康科学研究所と司法行政プログラムが入っている。このカレッジは10か所あるカリフォルニア・コミュニティ・カレッジの1つであり、キャンパスには宿泊施設もある。高校のバスが高等教育の学資を得られないような学生を町から通学させている。
市内には金の採掘時代を記念する金の博物館や、グリーンホーク公園に銀採鉱の遺物がある。高校スポーツのマスコットは金の採鉱者である。
"Yreka Bakery"は有名な回文である。マーク・トウェインの自叙伝では、看板の"B"の文字が無く反対から読んだためにワイリーカの市名になったと言及されている。当初のワイリーカ・ベーカリーは1856年にパン屋のフレデリック・デンが設立した。この回文は1863年5月23日発行の「セミウィークリー・ジャーナル」に掲載された広告として「ワイリーカ・ベーカリーを反対から綴って、良いパンを得るにはどこに行けば良いかが分かる」と記されていた。パンは12斤が1ドルで販売されていた。ワイリーカ・ベーカリーは最終的にウェストマイナー通り322に移転し、1965年にパン屋マーティンと事務員アルタ・ハドソンの引退で閉店されるまで何代かのオーナーの下で開店されていた。1974年には別のワイリーカ・ベーカリーが別の場所に開店したが、現在は続いていない。著作家のマーティン・ガードナーは、ワイリーカ・ベーカリーはワイリーカのウェストマイナー通りで営業していたが、読者から「ワイリーカ・ベーカリーは最早存在しない。1970年に当初の建物は画廊のワイレラ・ギャラリー（Yrella Gallery）が使うようになった。この画廊の名前も回文である。」との指摘を受けたと述べている。この画廊はワイリーカ住人バン・ダンラップが所有し経営していた。ウェストマイナー通り322-324にあるこの歴史的建物は現在ブラウン・ニッケル・オーセンリース・ビルとしてレストランが入っている。
小説家アン・ルールの犯罪実録小説『The I-5 Killer』にはワイリーカのことが記されている。
ワイリーカ市の公式花はフロックス属のワイリーカ・フロックスである。

## 私刑
ワイリーカの町には2件の私刑の記録がある。1回目の私刑は1895年8月26日、4人の男が隣接する樹木に掛けられた鉄道の枕木で、暴徒によって同時に絞首刑にされたものである。4人の男はすべて幾つかの殺人や強盗の罪で裁判を待っているところだった。
2回目の私刑は1935年8月のことだった。カリフォルニアの警察署長ダンスミュアの葬儀の時に、多くの会葬者が殺人の容疑者クライド・ジョンソンの私刑を計画した。8月3日の早朝、50人になったと推計される覆面をした暴徒がジョンソンをその独房から出して町の南5キロメートルの所まで連行し、松の木に吊るした。地元および州の役人はこの私刑の知らせに様々な反応をした。
地区検事のジェイムズ・デイビスは公開捜査を行い、「暴徒の参加者を識別するために法の求めるあらゆることを実行する」と宣言した。一方でカリフォルニア州検事総長は、殺人容疑者の処刑が最近遅らされたことに言及し、この「制御できない暴動」は「アメリカ合衆国最高裁判所の無気力」に対する当然の帰結だと述べた。